# Bukhariske jøder
Bukhariske jøder (også kaldet bukharajøder eller bukharijøder) refererer til jøder fra Centralasien, som taler bukharisk; en dialekt af det persiske sprog. Deres navn kommer fra den usbekiske by Bukhara, som tidligere havde et stort jødisk miljø. Efter Sovjetunionens opløsning er det store flertal emigreret til Israel eller USA.

## Baggrund
De bukhariske jøder stammer fra Israelittere, som aldrig kom tilbage fra det babylonske fangenskab efter deres eksil i 7. århundrede f.Kr.. I Centralasien overlevede de i århundreder som en følge af flere heldige hændelser. Miljøet blev effektivt isoleret fra resten af den den jødiske verden for mere end 2.000 år men overlevede alligevel. De bliver anset som en af de ældste etno-religiøse grupper i Centralasien, og de har udviklet en egen, distinkt kultur op gennem årene. De bukhariske jøder hævder, at de oprindeligt stammer fra stammer i Issahchar og Nephtalli.
De fleste bukhariske jøder levede i Bukhara-Emiratet (nuværende Usbekistan og Tadsjikistan), mens et lille antal levede i Rusland, Kasakhstan, Turkmenistan, Afghanistan, Pakistan, Kirgisistan og andre dele af det tidligere Sovjetunionen. I Emiratet Bukhara var størstedelen bosatte i Samarkand, Bukhara og Kokand. I Tadsjikistan var størstedelen ligeledes bosatte i hovedstaden Dusjanbe.
Før delingen af Indien kunne nogle bukhariske jøder findes blandt den afghanske befolkning i Peshawar i den nordvestlige grænseprovins i Indien, (nu Pakistan). Efter delingen og dannelsen af Israel drog næsten alle disse jøder til Israel og andre lande. Én synagoge eksisterer fortsat i Peshawar, og der er to hovedsynagoger og flere jødiske kirkegårde, som fortsat bruges i havnebyen Karachi.

## Navn og sprog
Betegnelsen "bukharisk" blev skabt af europæiske rejsende, som besøgte Centralasien i 1600-tallet. Eftersom størstedelen af det jødiske miljø levede under Emiratet Bukhara, blev de med tiden kaldt for bukhariske jøder. De anså sig selv som "Isro'il" og "Yahudi".
Bukhariske jøder anvendte det persiske sprog til at kommunikere indbyrdes, og senere udviklede de "bukharisk", en distinkt dialekt af det tadjikisk-persiske sprog med visse lingvistiske spor af hebraisk. Dette sprog gjorde kommunikationen lettere med de lokale miljøer og blev anvendt i alle kulturelle og uddannelsesmæssige sammenhænge blandt jøderne. Det blev flittigt anvendt helt frem til, at området blev "russificeret" af russerne, og udbredelse af "religiøs" information blev forhindret. Næsten alle bukhariske jøder i dag anvender russisk som sit hovedsprog, og kun en minoritet holder sig til bukharisk.
Miljøet er hverken askenasisk eller sefardisk. De er blevet et af de mest isolerede jødiske miljøer i verden.

## Historie
Det bukhariske miljø i Centralasien havde perioder med fremgang så vel som perioder med undertrykkelse. Efter oprettelsen af silkevejen mellem Kina og Vesten i 2. århundrede f.Kr., som fungerede langt ind i 1600-tallet, flygtede mange jøder til Emiratet Bukhara, og spillede der en vigtig rolle i dets udvikling. Efter deres eksil fra Israel i år 135 kom de under det persiske rige, og de blomstrede og voksede i dette området. Senere, omkring 5. århundrede, blev de forfulgte. Kendte jødiske akademier i Babylon blev lukkede, mens mange jøder blev dræbt og drevet ud. Efter arabermuslimernes erobring i begyndelsen af 800-tallet blev jøder (så vel som kristne) ansete som Dhimmier og blev blandt andet tvungne til at betale jizyaskat. Den mongolske invasion i 1300-tallet var også et tungt slag for bukharijøderne.
Ved begyndelsen af 1600-tallet blev området invaderet og okkuperet af nomadiske usbekiske stammer, som oprettede strenge retningslinjer for Islam og religiøs fundamentalisme. De blev henviste til ghettoer, og jøderne blev nægtet elementære rettigheder, og flere blev tvungne til konvertering til Islam. Ved midten af 1800-tallet levede nærmest alle de bukhariske jøder i Emiratet Bukhara. I 1843 samlede bukhariske jøder 10.000 sølv-tan'ga og købte et landområde i Samarkand, kendt som Makhallai Yakhudion, i nærheden af Registon.
Ved begyndelsen af 1700-tallet blev den første synagoge opført i byen Bukhara. Dette var et brud på Omars lov, hvilken havde forbudt dannelse af nye synagoger, så vel som ødelæggelse af dem, som havde eksisteret siden den før-islamske periode. Historien om dannelsen af den første bukharasynagoge knyttes til to personer: Nodir Divan-Begi, en vigtig stormann, og en navnløs enke, som overlistede en funktionær.
I 1793 rejste Yosef Maman, en sefardisk jøde fra Tétouan i Marokko, til Bukhara og fandt de lokale jøder i særdeles dårlig tilstand, og han bestemte sig for at slå sig ned i området. Han blev en spirituel leder, og ændrede den persiske religiøse tradition til en sefaridisk jødisk tradition. Ved midten af 1900-tallet begyndte bukhariske jøder at rejse til det historiske Israel. Området, som de havde slået sig ned i i Jerusalem blev kaldt for det bukhariske strøg (Sh'hunat Buhori), og det eksisterer den dag i dag.
I 1865 overtog russiske tropper Tasjkent, og der var stor indstrømming af jøder til den nylig skabte Turkestan-region. Fra 1876 til 1916 havde massevis af bukhariske jøder prestigefyldte stillinger, og nogle jøder var fremgangsrige. Jøder kunne frit udøve jødedom.

### Sovjet-perioden
Efter indførelsen af sovjetstyre over territoriet i 1917 blev de jødiske forhold betragteligt forværrede. Gennem 1920- og 1930-erne måtte tusindvis af jøder flygte fra religiøs undertrykkelse, konfiskering af ejendom, arrestationer og undertrykkelse, og de flygtede derved til Palæstina. I Centralasien prøvede miljøet at bevare sine traditioner, mens de viste loyalitet over for myndighederne. 2. verdenskrig og holocaust bragte over en million jødiske flygtninge fra de europæiske regioner af Sovjetunionen og Østeuropa via Usbekistan. I starten af 1970-tallet skete en af de største bukhariske jødeudvandringer i historien, da de usbekiske og tadsjikiske jøder emigrerede til Israel og USA på grund af en slappere indvandringspolitik.

### Efter 1991
Efter opløsningen af Sovjetunionen og etableringen af den uafhængige republik Usbekistan i 1991, var der en pludselig vækst i nationalisme, chauvinisme (nationalchauvinisme) og xenofobi i usbekiske folks bevidsthed. Den islamiske fundamentalisme i Usbekistan førte til en voldsom vækst i udvandringsraten blandt jøder (både bukhariske og askenasiske). De næste tyve år udvandrede ca. 100.000 til Israel, 50.000 til USA (hovedsagelig Queens, New York). Omtrent 2.000 blev tilbage i Usbekistan, mens færre end 1.000 blev tilbage i Tadsjikistan (sammenlignet med 15.000 i Tadsjikistan i 1989)
I dag er de bukhariske jøder for det meste bosat i USA (New York City, Arizona, Atlanta, Denver, San Diego), så vel som Israel, Østrig, Rusland og Usbekistan. New York Citys 108th Street i Forest Hills Queens, er fyldt med bukhariske restauranter og gavebutikker. De har dannet et tæt, sammensvejset og isoleret miljø i dette område, som engang var hovedsagelig fuldt af askenasiske jøder.
Ved begyndelsen af det jødiske nytår 5765 (2005), fejrede det Bukhariske Jødiske Miljø i Queens åbningen af den Den Bukhariske Jødekongres. Denne oprettelse afspejler det voksende bukhariske miljø i Queens og deres ønsker om at værne deres identitet i en verden i stadig forandring.
I begyndelsen af 2006 blev den fortsat aktive Dusjanbe-synagoge i Tadsjikistan, så vel som byens mikvé (rituelt bad), koscherslakteri og jødiske klasserum ødelagte af myndighederne (uden kompensation til miljøet) for at skaffe plads til en ny præsidentbolig. Efter et internationalt nødskrig forandrede den tadjikiske regering sin beslutning og vil tillade, at synagogen bliver genopbygget på det aktuelle område.

## Kultur
Bukhariske jøder havde en egen dragtstil, både lig og anderledes end andre kulturer (hovedsagelig mongolsk-tyrkiske kulturer) i Centralasien. I bryllupper i dag kan man fortsat se bruden og hendens nære slægtninge med en traditionel kaftan (Jomah-джома-ג'ומא i bukharisk og tadsjikisk) og de velbroderede pelsstribede hatte, samt deres egne danse.

### Musik
De har en speciel musik kaldet Shashmaqam, som er et samspil af strengeinstrumenter, pålagt centralasiatiske rytmer, klezmer, muslimske melodier og til og med et par spanske akkorder.